# Rosa Nachtkerze
Die Rosa Nachtkerze (Oenothera speciosa), gelegentlich auch als Rosa Teppich-Nachtkerze bezeichnet, ist eine Pflanzenart in der Familie der Nachtkerzengewächse (Onagraceae). Sie wird als Zierpflanze verwendet.

## Beschreibung

### Erscheinungsbild und Blatt

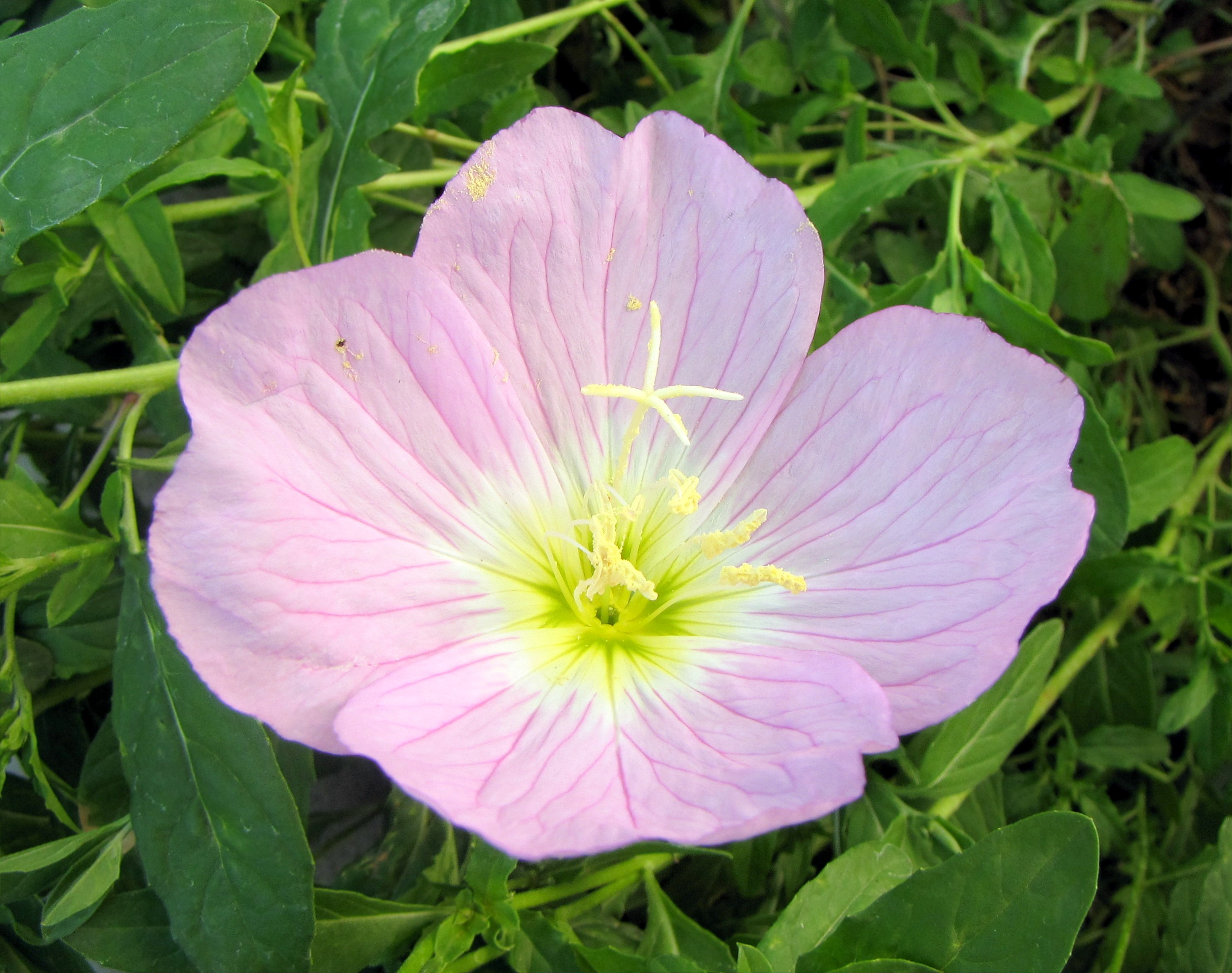
Radiärsymmetrische Blüte mit vier breiten Kronblättern; gut zu erkennen ist die weiße, kreuzförmige Narbe.

Oenothera speciosa wächst als ausdauernde krautige Pflanze und erreicht Wuchshöhen von 10 bis 50 Zentimeter. Die Stängel sind etwas aufsteigend bis aufrecht. Sie ist durch Rhizome und verholzende unterirdische Sprossachsen mattenbildend. Die oberirdischen Pflanzenteile sind winzig striegelig behaart, einige Haare können länger sein.
Bei jungen Pflanzen stehen die immer sitzenden Laubblätter in grundständigen Rosetten zusammen und später sind sie wechselständig verteilt am Stängel angeordnet. Die Blattspreiten sind bei einer Länge von 2,5 bis 8 cm verkehrt-lanzettlich bis mehr oder weniger elliptisch mit mehr oder weniger glatten bis wellig gelappten Blattrand.

### Blüte
Die Blütezeit reicht von Juni bis September. Die Blüten stehen einzeln in den Achseln der obersten Blätter, wobei die Stängelspitze etwas nickend sein kann. Die kurzlebigen, zwittrigen Blüten sind bei einem Durchmesser von 4 bis 5 cm radiärsymmetrisch und vierzählig mit doppelter Blütenhülle. Der Blütenbecher (Hypanthium) ist 1 bis 2,3 cm hoch. Die vier teilweise verwachsenen Kelchblätter sind 1,5 bis 3 cm lang und nach dem Öffnen der Blüte zurückgebogen. Die vier freien, breiten Kronblätter sind 2,5 bis 4 cm lang und zunächst weiß mit rosafarbenen Adern und verfärben sich dann im Verblühen rosafarben bis rosa-purpurfarben. Ihre Blüten duften intensiv und locken Bienen und Nachtfalter an. Es wird jedoch berichtet, dass die Blüten auch zur tödlichen Falle werden können, etwa für Taubenschwänzchen. Es sind acht Staubblätter vorhanden mit weißen oder gelben Staubbeuteln. Vier Fruchtblätter sind zu einem unterständigen, vierkammerigen Fruchtknoten verwachsen. Der lange Griffel endet in einer vierspaltigen Narbe, die wie ein weißes Kreuz wirkt. Die Blütezeit reicht in Kalifornien von Mai bis September. Im Gegensatz zu ihrem Namen bzw. zu anderen Nachtkerzen-Arten ist Oenothera speciosa ein Tag- und Nachtblüher. Es ist Kreuzbestäubung erforderlich.

### Frucht und Samen
Die vierkantige, vierfächerige, lokulizide Kapselfrucht ist 10 bis 25 mm lang, verdickt sich nach oben hin bis auf einen Durchmesser von 3 bis 5 mm, achtrippig und enthält viele Samen. Die Samen sind bei einer Länge von 1 bis 1,5 mm schief verkehrt-lanzettlich mit fein körniger-papillöser Oberfläche.

### Chromosomensatz
Die Chromosomenzahlen betragen 2n=14, 28, 42.

## Vorkommen
Das natürliche Verbreitungsgebiet von Oenothera speciosa reicht von den südwestlichen USA (Bundesstaaten: Indiana, Illinois, Kansas, Missouri, Nebraska, Oklahoma, Arkansas, Louisiana, Texas) bis ins nördliche Mexiko (Bundesstaaten: Chihuahua, Coahuila). Sie wächst auf durchlässigem, sandigen, auch steinigen Böden an Wegrändern, Ruderalflächen und in der Prärie in warmer, sonniger Lage. Die Rosa Nachtkerze gedeiht in den USDA-Klimazonen 4 bis 9.

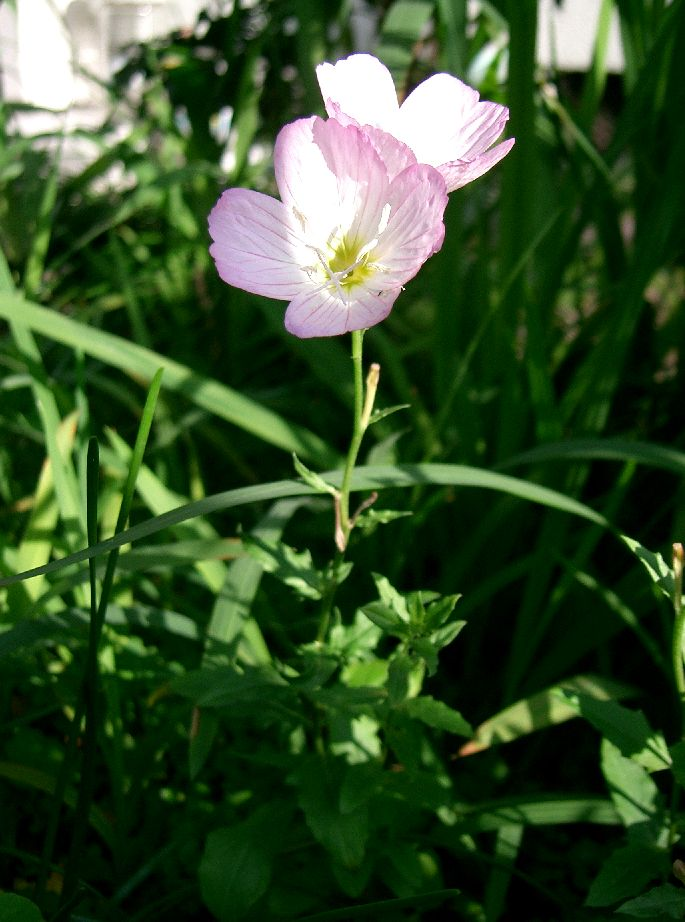
Rosa Nachtkerze (Oenothera speciosa)

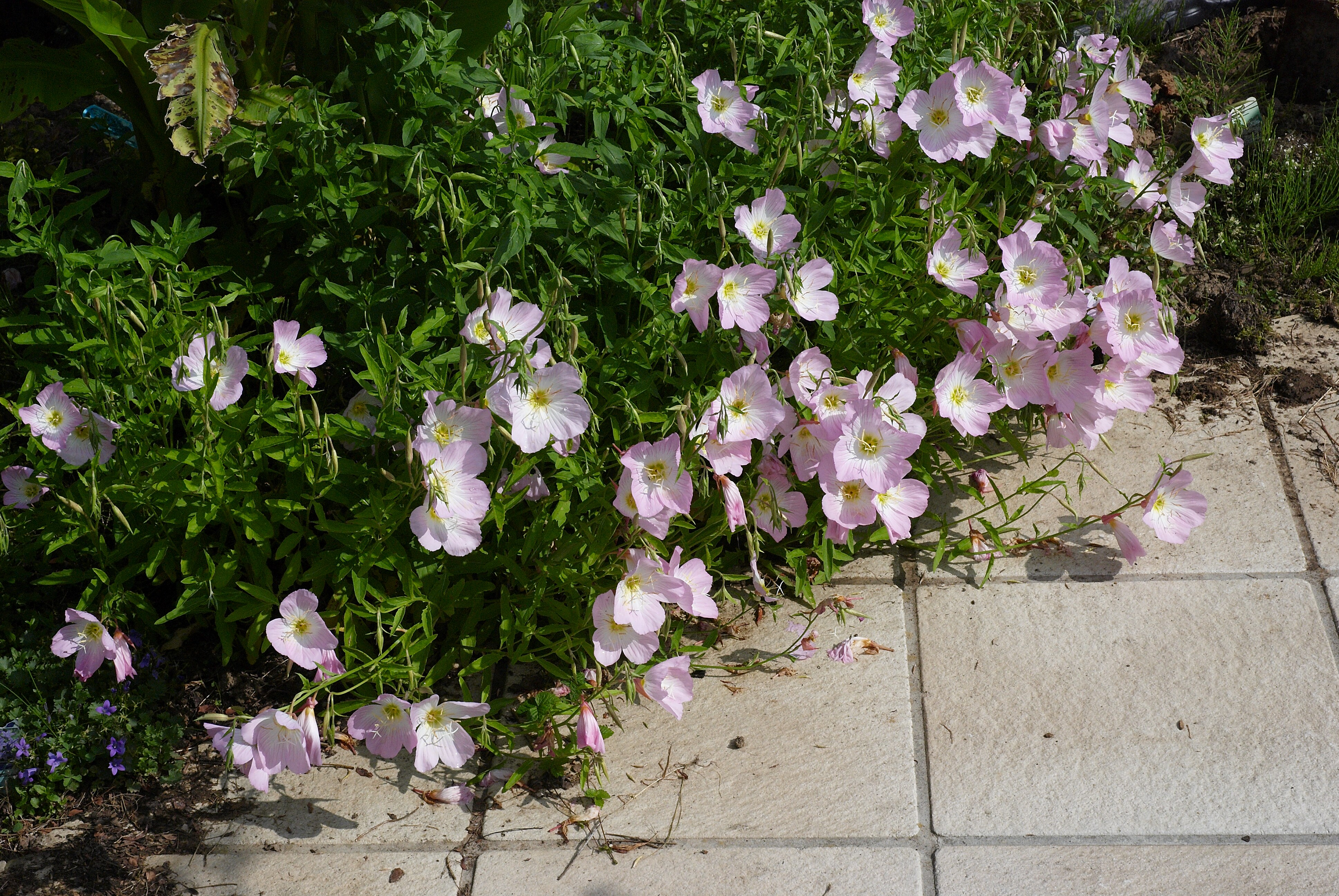
Die Sorte 'Siskiyou' als Zierpflanze

## Nutzung
Die Rosa Nachtkerze wird in den gemäßigten Breiten als Zierpflanze verwendet. Sie überlebt allerdings keine strengen Winter. Es handelt sich um einen Bodendecker. Mit den USDA-Klimazonen 4 bis 9 dürfte die Rosa Nachtkerze in den meisten Gebieten Mitteleuropas ausreichend winterhart sein.
Die grünen Pflanzenteile können gegart oder als Salat gegessen werden; geerntet wird möglichst bevor sich Blüten entwickeln, da dann der Geschmack am besten ist.

## Systematik
Die Erstbeschreibung von Oenothera speciosa erfolgte 1821 durch Thomas Nuttall in Journal of the Academy of Natural Sciences of Philadelphia, Volume 2, Issue 1, S. 119–120.
Oenothera speciosa gehört zur Sektion Hartmannia in der Gattung Oenothera